# Nasí
Nasí (en hebreu: נשיא הסנהדרין) és un mot que significa, "el príncep", en hebreu antic. En hebreu modern, Nasí equival a "president del govern", i no es fa servir en el sentit antic, per a "príncep" es fa servir la paraula Nasich.
El Nasí era el membre amb major rang qui presidia el Sanedrí, fins i tot quan es reunia com a tribunal penal. El càrrec va ser creat l'any 191 a. C., quan el Sanedrí va perdre la confiança en la capacitat dels summes sacerdots per dirigir-lo. Els romans van reconèixer al Nasí com el "Patriarca dels jueus", i van exigir que tots els jueus paguessin un impost per al manteniment del càrrec, que va ser classificat dins de la jerarquia oficial romana en un lloc alt.
Segons la Halacà, el Nasí o príncep, era l'encarregat de realitzar alguns anuncis com el de proclamar en anys de traspàs (שנה מעוברת, shaná emubéret) el decimtercer mes (אדר ב, Adar bet) fins que Hillel II, va publicar al segle iv unes regles per al càlcul del calendari jueu.
El Rabí Yehudà HaNasí, de la Casa de David, va ser un dels més coneguts per haver redactat la Mixnà. Descendent de David, va rebre el títol de príncep.
Gamaliel VI va ser el darrer Nasí, fou executat l'any 425 per ordre de Teodosi II, per autoritzar la construcció de noves sinagogues en contra de les lleis dictades per Honori a occident i per ell mateix a orient, i a continuació va suprimir el càrrec. No obstant això, l'impost va seguir cobrant-se i s'ingressava en el tresor imperial.

## Nesiyim (plural de nasí en hebreu) del Sanedrí
- Yose ben Yoezer (170 - 140 a. C.)
- Joixua ben Perachia (140 - 100 a. C.)
- Shimon ben Shetach (100 - 60 a. C.)
- Shmaya (65 – 31 a. C.)
- Hilel l'Ancià (31 a. C. – 9 d. C.)
- Shimon ben Hillel (9 – 9)
- Rabban Gamaliel I, anomenat també Gamaliel l'Ancià (9 - 50)
- Rabban Simeon ben Gamaliel (50 - 80)
- Rabban Gamaliel II o Gamaliel de Yavne (80 - 118)
- Eleazar ben Azariah, va ser Nasí durant breu temps després de Gamaliel II.
- Rabban Shimon ben Gamaliel II de Yavne (118 - 165)
- Judà I anomenat també Yehudà HaNasí (165 - 220). Conegut simplement com a Rabí, va compilar la Mixnà.
- Gamaliel III (220 - 230)
- Judà II (230 - 270)
- Gamaliel IV (270 - 290)
- Judà III (290 - 320)
- Hil·lel II (320 - 365)
- Gamaliel V (365 - 385)
- Judà IV (385 - 400)
- Gamaliel VI (400 - 425)

## Rabban
A Gamaliel ha-Zaken se li va donar el títol de Rabban, major que Rabí. Va estar reservat als descendents de Hillel, amb l'única excepció de Rabban Yohanan ben Zakai, que després de la primera guerra judeo-romana va aconseguir permís de Vespasià per establir un centre d'aprenentatge jueu i formar de nou el Sanedrí a Yavne. A Eleazar ben Azariah, que va ser Nasí, no se li va donar el títol de Rabban, tal vegada perquè només va ocupar el càrrec de Nasí per un curt temps abans que tornés als descendents de Hillel. Abans de Gamaliel ha-Zaken no es feien servir títols, sobre la base de l'adagi talmúdic Gadol miRabban shmo ("Major que el títol Rabban és el propi nom de la persona"). Per aquesta raó Hillel no té títol abans del seu nom: el seu nom en si mateix és el seu títol. A partir de Yehudà HaNasí (Judà el Príncep) es fa referència a ells simplement com "el rabí", ni tan sols al Nasí se li dona el títol de Rabban, encara que a Yehudà HaNasí se li dona el títol de Rabbeinu HaKadosh ("El nostre sant rabí i mestre").